# KDE Display Manager
KDE Display Manager (KDM) — це графічна програма входу в систему розроблена KDE для віконних системи X11 та Wayland.
KDE Display Manager базується на початковому коді дисплейного менеджера X  і був дисплейним менеджером по замовчуванню у KDE Software Compilation, поки його не замінили на SDDM у KDE Plasma 5.
KDM дозволяє користувачу обрати середовище стільниці чи менеджер вікон на етапі входу в систему. KDM використовує інструментарій розробки програмного забезпечення Qt. Конфігурується KDM через Системні налаштування KDE; вигляд може бути змінений користувачем.
Екран входу в систему KDM по замовчуванню містить список користувачів. Кожен елемент списку містить ім'я користувача, повне ім'я особи (якщо доступне) та іконку. З цього екрану користувач також може запустити утиліту керування користувачами, вимкнути чи перезавантажити комп'ютер, або ж запустити сесію X Window System.